# مک‌دانل داگلاس اف/ای-۱۸ هورنت
مک‌دانل داگلاس اف/ای-۱۸ هورنت (به انگلیسی: McDonnell Douglas F/A-18 Hornet) جت جنگنده چندمنظوره زِبَرصوتی دوموتوره و تک سرنشینه‌ای است که در اواخر دهه ۱۹۷۰ بر اساس جنگنده آزمایشی وای‌اف-۱۷ توسط شرکت مک‌دانل داگلاس و نورتروپ برای استفاده در نیروی دریایی و تفنگداران دریایی آمریکا طراحی شد. این هواپیما هم توانایی نبردهای هوایی و هم قابلیت حمله به اهداف سطحی را دارد و مهم‌ترین مأموریت‌هایی که برای آن تعریف شده شامل دفاع هوایی از ناوگان‌های دریایی، اسکورت جنگنده‌های دیگر، سرکوب پدافند هوایی دشمن، حملات ضربتی و بمباران اهداف زمینی و دریایی، مأموریت‌های برتری هوایی، رهگیری جنگنده‌ها و بمب‌افکن‌ها و موشک‌های دشمن، پشتیبانی نزدیک هوایی، و شناسایی هوایی می‌شود. اف-۱۸ برای انجام مأموریت شبانه‌روزی در هر نوع شرایط آب‌وهوایی طراحی شده و قابلیت سوخت‌گیری در هوا و فرود و پرواز از ناوهای هواپیمابر را دارد.
این جنگنده به سفارش نیروی دریایی آمریکا به عنوان جایگزینی برای جنگنده اف-۴ فانتوم، و هواپیماهای تهاجمی ِ آ-۴ اسکای‌هاوک و آ-۷ کرسر و به عنوان مکملی برای جنگنده رهگیر اف-۱۴ ساخته شد. اولین پرواز آزمایشی اف-۱۸ در سال ۱۹۷۸ انجام شد و از سال ۱۹۸۳ وارد فعالیت رسمی در نیروی دریایی آمریکا شد. در مجموع ۱۴۸۰ فروند از این هواپیما در مدل‌های آ، بی، سی و دی ساخته شده و به کشورهای کانادا، استرالیا، کویت، فنلاند، اسپانیا و سوئیس هم صادر شده است. همه‌کارگی و توانایی انجام مأموریت‌های متنوع و اعتمادپذیری بالا از امتیازات این جنگنده است اما به دلیل برد عملیاتی و ظرفیت حمل مهمات کم در مقایسه با جنگنده‌های دیگر مورد انتقاد قرار گرفته است. ابتدا نام اف-۱۸ هورنت (Hornet به معنی زنبور سرخ) برای این جنگنده انتخاب شده بود اما پس از مدتی برای تأکید بر قابلیت‌های تهاجمی (حمله به اهداف سطحی) این هواپیما کد اف/ای (اف مخفف فایتر به معنی جنگنده و ای مخفف اتک به معنی تهاجمی) است برای نام‌گذاری این هواپیما انتخاب شد.
اف/ای ۱۸ هورنت همچنین پایه‌ای برای طراحی جنگنده بزرگتر و پیشرفته‌تر اف/ای-۱۸ئی/اف سوپر هورنت بود. سوپر هورنت در دهه ۱۹۹۰ جایگزین جنگنده زمینی آ-۶ اینترودر و در سال ۲۰۰۶ جایگزین جنگنده‌های سالخورده اف-۱۴ تام‌کت در نیروی دریایی آمریکا شد.
حداکثر سرعت اف-۱۸ در ارتفاع ۱۲۱۹۰ متری به ۱٫۸ ماخ معادل ۱۹۱۵ کیلومتر در ساعت می‌رسد. برد عملیاتی آن با دو موشک هوابه‌هوای کوتاه‌برد ایم-۹ حدود ۲ هزار کیلومتر و شعاع عملیاتی آن در مأموریت‌های هوا به هوا ۷۴۰ کیلومتر است. نیروی محرکه هواپیما را دو موتور توربوفن ساخت شرکت جنرال الکتریک تأمین می‌کنند. حداکثر ظرفیت حمل مهمات اف-۱۸ هم ۶۲۱۵ کیلوگرم است که می‌تواند شامل انواع موشک‌ها، راکت‌ها و بمب‌ها یا مخزن سوخت اضافی باشد.

## تاریخچهٔ طراحی و توسعه

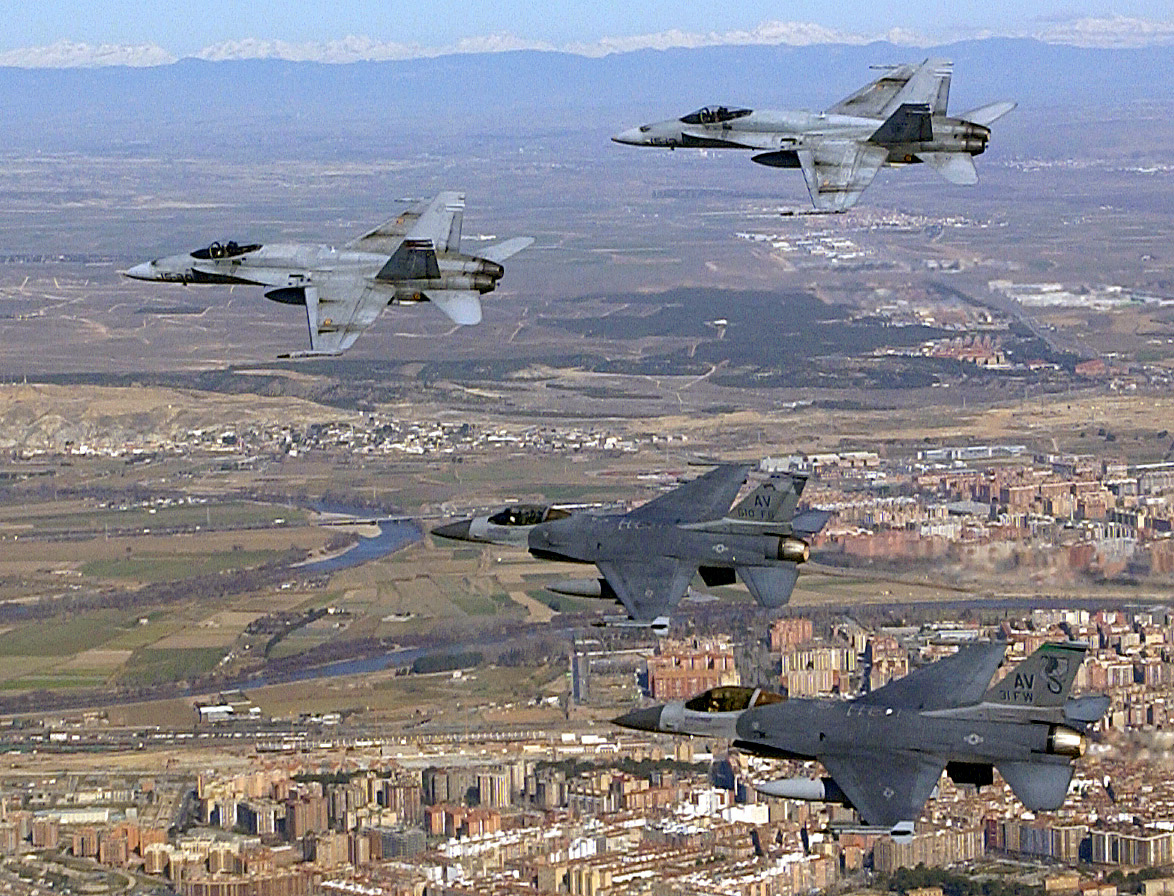
دو اف-۱۸ اسپانیایی و دو اف-۱۶ آمریکایی

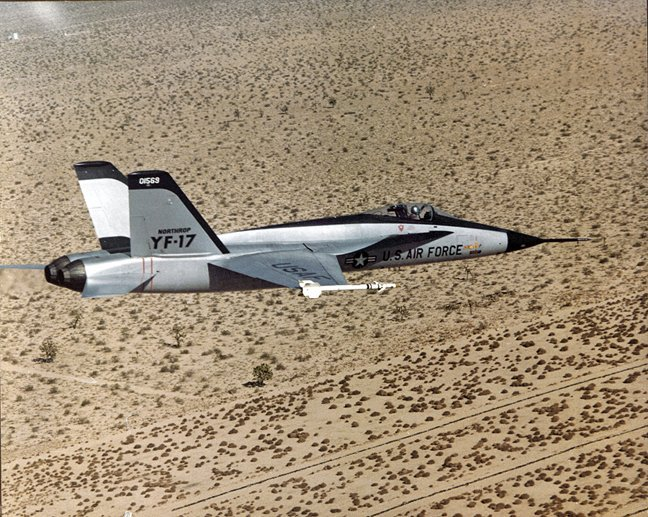
جنگنده وای‌اف-۱۷ کبرا ساخت نورثروپ

جنگندهٔ اف-۱۸ بر پایهٔ یکی از جدیدترین جنگنده‌های ساخت شرکت نورثروپ، یعنی وای‌اف-۱۷ کبرا ساخته شد. در دههٔ ۱۹۷۰، وای‌اف-۱۷ کبرا جهت انتخاب یک «جنگندهٔ سبک تاکتیکی» برای نیروی هوایی ایالات متحده طراحی و ساخته شد. وای‌اف-۱۷ و جنگندهٔ اف-۱۶ ساخت جنرال داینامیکس به آخرین مرحله رقابت رسیدند و در نهایت اف-۱۶ توسط نیروی هوایی انتخاب شد. در آن زمان، مقامات ارشد نیروی دریایی، دریافتند که جنگندهٔ دوموتورهٔ ساخت نورثروپ، توان بالقوه بسیار بیشتری نسبت به اف-۱۶ جهت جایگزینی هواپیماهای قدیمی نیروی دریایی، یعنی ای-۷ کورسیر دارد.
نورثروپ و مک‌دانل داگلاس تصمیم گرفتند به‌طور مشترک، جنگندهٔ اف-۱۸ را برای ناوهای هواپیمابر ِ نیروی دریایی و جنگندهٔ ای-۱۸ را برای سپاه تفنگداران نیروی دریایی، تولید نمایند. اما این دو پروژه کمی بعد باهم ادغام شدند و نتیجه جنگندهٔ چندماموریتهٔ اف/ای-۱۸ از آب درآمد.
به منظور حفظ قابلیت‌های چندماموریته، در قلب جنگندهٔ اف-۱۸ یک رادار پرقدرت چندحالتهٔ ساخت هیوز قرار داده شد که هم در مأموریت‌های هوا به هوا و هم در مأموریت‌های هوا به زمین، مؤثر و کارا بود. جنگندهٔ جدید، مجهز به سیستم‌های پیچیده الکترونیکی، نمایشگرهای تلویزیونی، موتورهای قدرتمند، توانایی حمل انواع جنگ‌افزار و قابلیت آئرودینامیکی خاصی بود که اجازه می‌داد جنگنده بتواند با زاویهٔ حملهٔ بالاتری پرواز نماید. در نهایت، جنگندهٔ اف-۱۸ با قابلیت مانورپذیری خوب و توانایی بسیار مؤثر در انجام عملیات‌های متفاوت، فراتر از آن چیزی شد که مورد انتظار بود
بدین ترتیب، جنگندهٔ اف-۱۸ با موفقیت وارد خدمت در ناوهای نیروی دریایی و نیروی هوایی تفنگداران دریایی ایالات متحده شد و به تدریج جایگزین جنگنده‌های آ-۷ کرسر و اف-۴ فانتوم ۲ ِ نیروی دریایی و آ-۴ اسکای‌هاوک‌های قدیمی تفنگداران دریایی گردید.
برای اف/ای-۱۸ انبوهی از مأموریت‌های گوناگون تعریف شده است: تصرف آسمان و ایجاد برتری هوایی، اسکورت جنگنده‌های دیگر، سرکوب دفاع هوایی دشمن، عملیات‌های جاسوسی و اکتشافی، هدایت عملیات هوایی، پشتیبانی دور و نزدیک هوایی و قابلیت عملیات در شب.
اف/ای-۱۸ به وسیله سیستم دیجیتالی پرواز با سیم کنترل می‌شود که این امر کیفیت بسیار خوبی را در هدایت هواپیما سبب می‌شود و موجب می‌شود خلبان با سهولت بیشتری به هدایت جنگنده بپردازد. این سیستم به هنگام مانورهای سنگین، به خلبان اجازه می‌دهد تا تمرکز خود را بر روی عملیات و استفاده از تسلیحات از دست ندهد.
نسبت قدرت موتور به وزن این هواپیما در حالت خشک (بدون حالت پس‌سوز) نیز فوق‌العاده است و این جنگنده در هنگام برخورد با دشمن، از توانایی خوبی در استفاده از قدرت بالای موتور در حالت بدون پس‌سوز پیدا می‌کند و به این ترتیب می‌تواند از مصرف بیش از حد سوخت با روشن شدن پس‌سوز جلوگیری کند.
قدرت بالای این جنگنده که توان خوبی در خارج شدن از مهلکه را به آن می‌دهد مورد تأیید اغلب خلبانان هورنت است. علاوه بر این، اف/ای-۱۸ اولین جنگندهٔ نیروی دریایی است که سیستم‌های دیجیتالی را یکپارچه کرده است؛ (MUX) مدار انتقال اطلاعاتی است که تعدادی ورودی را به تعداد کمتری خروجی ترکیب می‌کند. حسن این نوع طراحی این است که زمینهٔ ارتقاء مداوم را به شکل آسان‌تری فراهم می‌سازد.
در طی ۱۵ سال عملیات و تجربه، اف/ای-۱۸ ثابت کرده است که بهترین جنگندهٔ تاکتیکی برای ناوهای هواپیمابر است. اف/ای-۱۸ دارای شاخصه‌های نظامی مورد علاقهٔ فرماندهان نیروی دریایی ایالات متحدهاست. اف/ای-۱۸ اغلب مأموریت‌های خود را در یوگسلاوی و عراق با موفقیت به انجام رسانده است و تنها نقصان این جنگنده، کمبود سوخت جهت مداومت پروازی بیشتر است.

## گونه‌های مختلف اف-۱۸

### مدل ای و بی

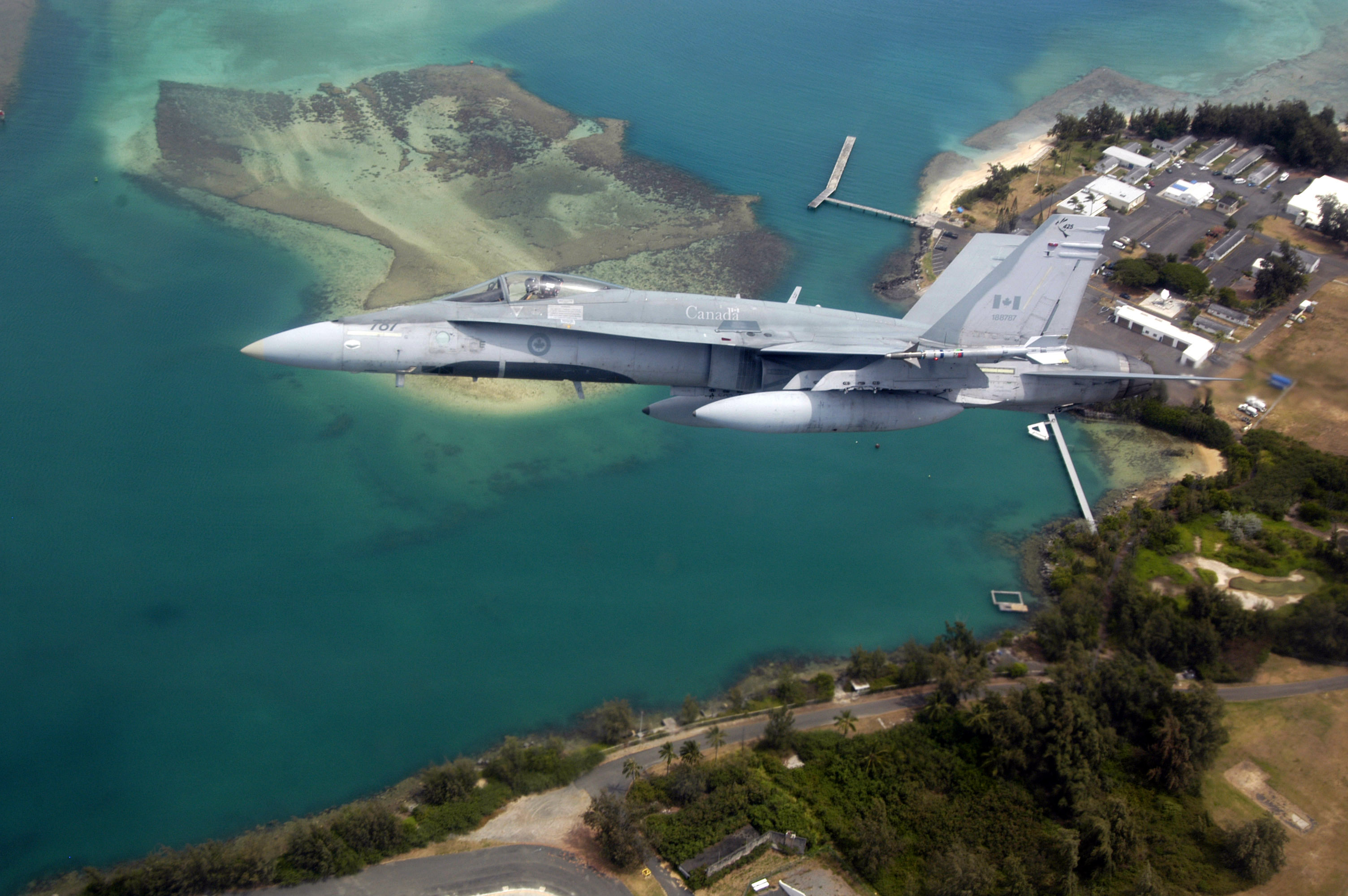
اف-۱۸سی نیروی هوایی کانادا

در این مدل، عمده مشخصات و ریزه‌کاری‌های جنگندهٔ وای‌اف-۱۷ حفظ شده است، با این حال از دل این هواپیما، جنگندهٔ جدید اف-۱۸ سربرآورده است؛ جنگنده‌ای یک‌نفره، با قابلیت تهاجمی که انبوهی از تکنولوژی‌های جدید و سیستم‌های دیجیتالی کامپیوتری در آن به کار رفته است. در کابین این جنگنده، از یک جفت سیستم لولهٔ اشعهٔ کاتد به عنوان نمایشگر اطلاعات استفاده شده است و سیستم کنترل بر پایهٔ ارزیابی دستور خلبان، کنترل پرواز را شبیه‌سازی می‌کند. سیستم‌های تعبیه شده در این جنگنده هم برای دو مأموریت‌های هوابه‌هوا و هم مأموریت‌های زمینی - ضد کشتی در نظر گرفته شده‌اند.
در حین طراحی، نوع آموزشی (دو سرنشینه) نیز به تعداد اندک و به نام تی‌اف/ای-۱۸ بی ساخته شد. این نوع تنها شامل اندک تغییراتی نسبت به مدل تک‌سرنشینه شده و هرچند برای تمرین و آموزش خلبانان استفاده می‌شود اما قابلیت انجام عملیات نظامی را دارد.
اولین پرواز اف/ای-۱۸ در نوامبر ۱۹۷۸ انجام شد. F/A-۱۸ و نوع دوسرنشینه نیز مورد آزمون‌های گوناگون پروازی در مرکز آزمون نیروی دریایی قرار گرفت.
در حین این آزمونها، بر روی نقاط ضعف و مشکلات جنگنده (به خصوص قطعات جدید) تمرکز زیادی انجام گرفت و این ارزیابی، باعث شد قطعاتی که به نوعی مشکلاتی در طراحی داشتند، با طراحی مجدد، مشکلشان حل شود. اغلب قطعاتی که مورد تغییر قرار گرفتند، قطعات ساخت‌افزاری و مکانیکی هواپیما بودند و سیستم‌های دیجیتالی، دستخوش تغییر نگشتند.
اف/ای-۱۸ ای (یک‌نفره) و اف/ای-۱۸ بی (دو نفره) از سال ۱۹۸۳ به تدریج جایگزین جنگنده‌های اف-۴بی و ای-۷ در ناوهای هواپیمابر نیروی دریایی و نیروی تفنگداران دریایی شدند.
این جنگنده‌ها به دلیل قابلیت‌هایشان (قابلیت انجام مأموریت‌های متنوع و میزان آمادگی بالا)، به سرعت نقش اصلی را در مأموریت‌های نظامی برعهده گرفتند. قابلیت اطمینان و سهولت تعمیر و نگهداری، از مواردی بودند که به هنگام طراحی این جنگنده، مورد توجه قرار گرفتند. برای مثال اف/ای-۱۸ها، برای آزمایش از اطمینان سیستم‌ها، سه بار و هر بار ساعت‌ها پرواز کردند در حالی که نیمی از زمان مورد نیاز برای تعمیر اساسی‌شان گذشته بود. هورنت، بارها در میدان نبرد واقعی مورد آزمایش قرار گرفت.
اف/ای-۱۸ها نقش مهمی را در جریان حمله به لیبی در سال ۱۹۸۶ ایفا کردند. آن‌ها از روی عرشهٔ ناو هواپیمابر یواس‌اس کورال‌سی به پرواز درآمدند و پدافند هوایی لیبی را با پرتاب موشک‌های ضد رادار سرعت بالای هارم نابود ساختند به‌طوری‌که هنگام بمباران بنغازی، پدافند هوایی لیبی، برای جلوگیری از انتشار امواج رادار و بمباران توسط دشمن کاملاً خاموش شده و از کار افتاده بود.

### اف/ای-۱۸ سی و دی
به دنبال موفقیت در استفاده از ۴۰۰ فروند مدل ای و بی، نیروی دریایی ایالات متحده، به تاریخ سپتامبر ۱۹۸۷، نوع پیشرفته‌تر هورنت را به نام اف/ای-س۱۸ سی (یک‌نفره) واف/ای-۱۸ دی (دو نفره) مورد آزمایش قرار داد. این هورنت‌ها می‌توانستند موشک‌های میان‌برد هوابه‌هوای جدید آمرام و انواع جدید موشک‌های هوا به زمین حرارت‌یاب هدایت تلویزیونی ماوریک را حمل و پرتاب کنند.

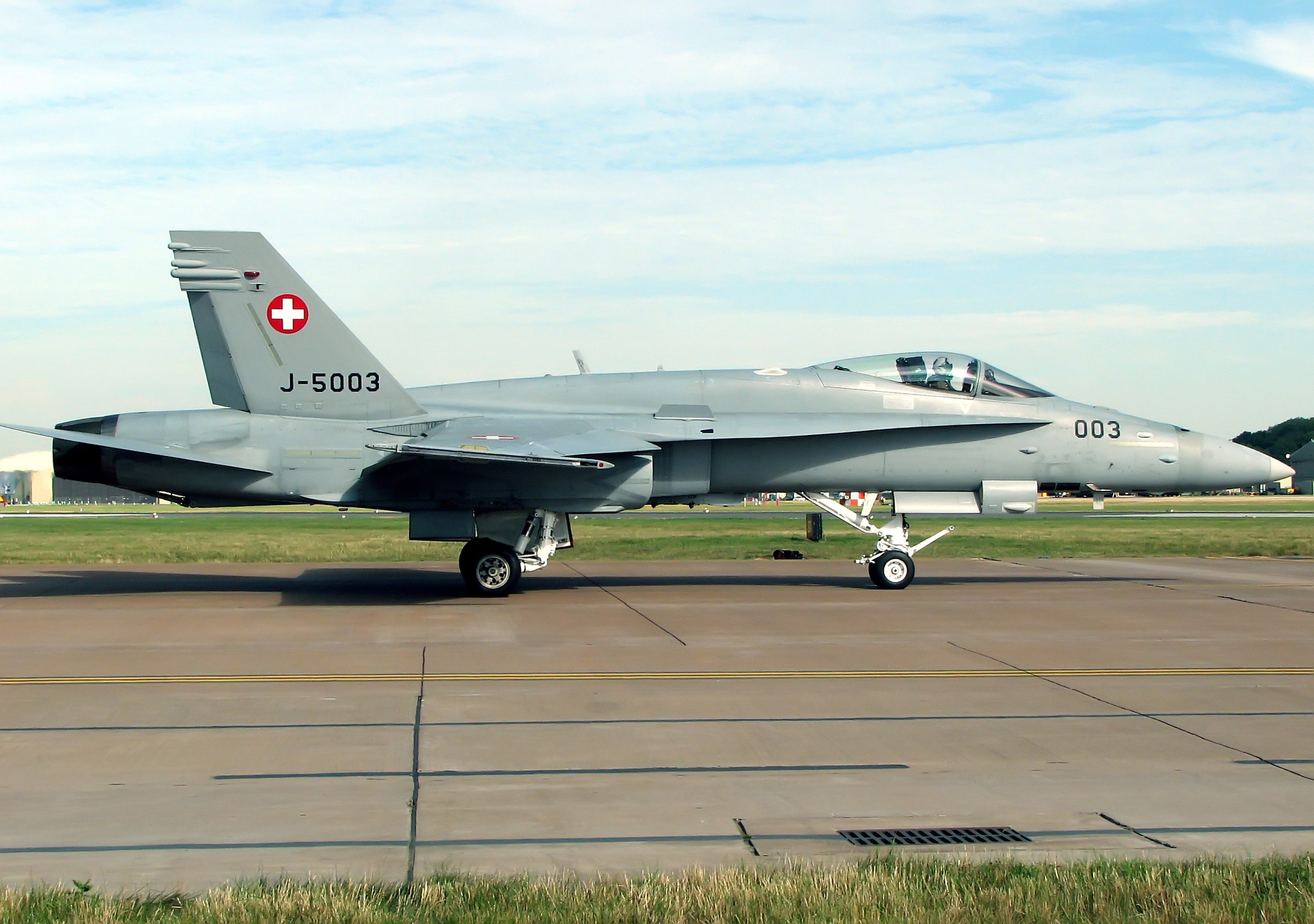
اف-۱۸ سی نیروی هوایی سوئیس

دو سال بعد، مدل‌های سی و دی به قابلیت عملیات در شب مجهز شدند. ضمناً اجزاء جدیدی نیز اضافه شدند: غلاف ناوبری حرارت‌یاب، تعبیهٔ جایگاهی برای نمایشگر سربالا، عینک ویژهٔ دید در شب، چراغ‌های مخصوص درون آلات دقیق جهت عدم تداخل با عینک دید در شب، یک نقشهٔ دیجیتالی از منطقهٔ نبرد به همراه نمایشگر رنگی مخصوص آن.
رادار اف/ای-۱۸سی مجهز به سنسوری جهت شبیه‌سازی زمین است که این امر توسط امواج رادار داپلر از سطح زمین انجام می‌شود. این نقشهٔ تهیه شده، به خلبان این امکان را می‌دهد تا به اهداف زمینی در شرائط نامساعد جوی یا در حالتی که دید ضعیفی وجود دارد، حمله کند. ضمن اینکه با توجه به نقشه و اهداف مشخص شناسایی شده روی آن، موقعیت دقیق هواپیما در آسمان مشخص می‌شود، همچنین این نقشه، قابلیت بمباران دقیق و مؤثر را بیشتر می‌کند.
انواع جدیدتر ساخته شدهٔ اف/ای-۱۸سی از سال ۱۹۹۴ به بعد، به رادار ارتقاء یافتهٔ مجهز شدند که این رادار دقت بیشتری داشت و تصاویر بسیار تمیزتری در صفحهٔ اسکن خود به نمایش می‌گذاشت.

### مدل ئی و اف: سوپر هورنت
جنگندهٔ چندماموریتهٔ اف/ای-۱۸ اف/ئی موسوم به «سوپر هورنت» در واقع مدلی ارتقاء یافته و بزرگتر شده از جنگنده‌های مدل سی و دی می‌باشد که پیشتر قابلیت عملیات در شب به آن‌ها افزوده شده بود. سوپرهورنت‌ها که تقریباً هم‌اندازهٔ اف-۱۵های نیروی هوایی هستند، فرماندهی گروه عملیات رزمی هواپیماهای ناونشین را فراهم خواهد آورد زیرا دارای برد پروازی بیشتر و قابلیت حمل مهماتی است که قبلاً توسط هواپیماهای تهاجمی بازنشستهٔ ای-۶ اینترودر حمل می‌شد.
سوپر هورنت‌ها نسبت به هورنت‌ها حدود ۱۳۰ سانتی‌متر طول بیشتر، ۲۵٪ مساحت بال بیشتر و قابلیت حمل ۳۳٪ بیشتر سوخت در مخازن داخلی هستند که این سوخت اضافه تا ۴۱٪ برد عملیاتی و تا ۵۰٪ استقامت پروازی آن‌ها را افزایش می‌دهد.

## غلاف‌های جستجوگر هورنت
در مدل اف/ای-۱۸ سی که مجهز به تجهیزات عملیات در شب شده است، یک غلاف مخصوص نصب می‌شود. این غلاف، ساخت کمپانی هیوز است و با کد AN/AAR-۵۰ شناخته می‌شود. این غلاف شناسایی، اهداف زمینی را از روی حرارت‌شان (نظیر شلیک گلوله یا گرم بودن موتور ادوات زمینی) تشخیص می‌دهد.
غلاف هدف‌یاب دیگر، با کد Loral AN/AAS-۳۸ شناخته می‌شود. این غلاف با نام Night Hawk FLIR نیز شناخته می‌شود و عملکردش نیز بر اساس حرارت‌یابی از اهداف زمینی است.
وسیلهٔ دیگر، دوربینی قوی جهت دید و شناسایی اهداف زمینی در شب است. این وسیله به نام GEC Cat's Eyes شناخته می‌شود. تعداد ۴۸ فروند جنگندهٔ اف/ای-۱۸ دی (نوع دو نفره) به مدل آرسی (هواپیمای شناسایی) تغییر یافته‌اند. به همین منظور، به جای توپ مسلسل استاندارد اف۱۸ که ام۶۱ والکان نام دارد، یک جایگاه شناسایی از نوع الکترواپتیکالی نصب می‌شود. این جایگاه ویژه، دارای یک برجستگی است که در واقع یک دوربین بسیار قوی چشمی با دو غلتک متحرک (جهت حرکت دادن لنز به اطراف) می‌باشد. ضمناً تمام مشاهدات، بر روی یک نوار ویدئو ضبط می‌شوند.

## هورنت و عملیات طوفان صحرا
در اولین روز عملیات طوفان صحرا، دو جنگندهٔ اف/ای-۱۸ در حالی که عازم عملیات بمباران بوده و روی هرکدام ۴ بمب ۲۰۰۰ پاوندی بارگذاری شده بود، موفق شدند دو میگ عراقی را سرنگون کنند، سپس بمب‌های خود را بر روی اهداف تعیین شده، رها ساختند.
در مدت زمان جنگ خلیج فارس، اسکادران‌های نیروی دریایی ایالات متحده، سپاه تفنگداران و اف/ای-۱۸های کانادایی، هر ساعت عملیات رزمی داشتند و رکوردی را در زمینهٔ قابلیت اطمینان در طول نبرد با حمل و فروانداختن ده‌ها تن بمب بر روی عراق، برجای گذاشتند. البته یک فروند اف/ای-۱۸ سی نیروی دریایی ایالات متحده در روز ۱۷ ژانویه ۱۹۹۱ در یک نبرد هوایی با یک فروند جنگنده رهگیر میگ-۲۵ پی‌دی عراقی، سرنگون گشت.
نیروی دریایی ایالات متحده به تاریخ ۱۸ می۱۹۹۸ اعلام کرد که اسکادران‌های اف/ای-۱۸ خود را از ساحل شرقی به پایگاه نیروی دریایی در ساحل ویرجینیا (Oceana) و پایگاه نیروی هوایی، دریایی بیوفورت (شهری در ساحل کارولینای جنوبی) منتقل می‌کند. به همین دلیل ۹ اسکادران عملیاتی، شامل ۱۵۶ فروند هواپیما به Oceana انتقال یافتند و ۲ اسکادران دیگر شامل ۲۴ فروند هواپیما نیز به بیوفورت منتقل شدند. اولین اسکادران در پائیز ۱۹۹۸ منتقل شد و در کل انتقال ۱۱ اسکادران عملیاتی تا پایان اکتبر ۱۹۹۹ تکمیل گشت.
در تمام طول مدت خدمت این جنگنده‌ها، هرساله سیستم‌های تسلیحاتی، سنسورهای مربوطه و غیره ارتقاء می‌یابند. آخرین سری از جنگنده‌های اف/ای-۱۸ سی و دی که ارتقاء یافتند به سیستم‌هایی چون عملیات در شب، سیستم افزایش دقت در هدف‌گیری، تکنولوژی کاهش دیده شدن توسط رادار دشمن و غیره مجهز شدند. این در حالی است که هیچ‌کدام از این سیستم‌ها تا سال ۱۹۹۱ بر روی مدل‌های ای و بی وجود نداشتند و سطح سیستم‌های اویونیک، الکتریک و مقدورات پروازی برای ارتقاء محدودیت داشتند.
علاوه بر اینها، نقص دیگری نیز در طراحی این جنگنده وجود داشت و آن نداشتن برد پروازی کافی بود که باعث می‌شد گاهی در هنگام انجام مأموریت دچار کمبود سوخت برای حمله به همه اهداف خود شده و با مهمات مصرف نشده به ناو هواپیمابر بازمی‌گشت.

## مشخصات فنی
تاریخچه اولین پرواز
- اف-۱۸ ای به تاریخ ۱۸ نوامبر ۱۹۷۸
- اف-۱۸ سی به تاریخ ۳ سپتامبر ۱۹۸۶
- اف-۱۸ دی به تاریخ ۶ می۱۹۸۸

ورود به خدمت
- اف-۱۸ ای به تاریخ ۷ ژانویه ۱۹۸۳
- اف-۱۸ دی به تاریخ نوامبر ۱۹۸۹

خدمه
- اف/ای-۱۸ سی و ای = یک نفر

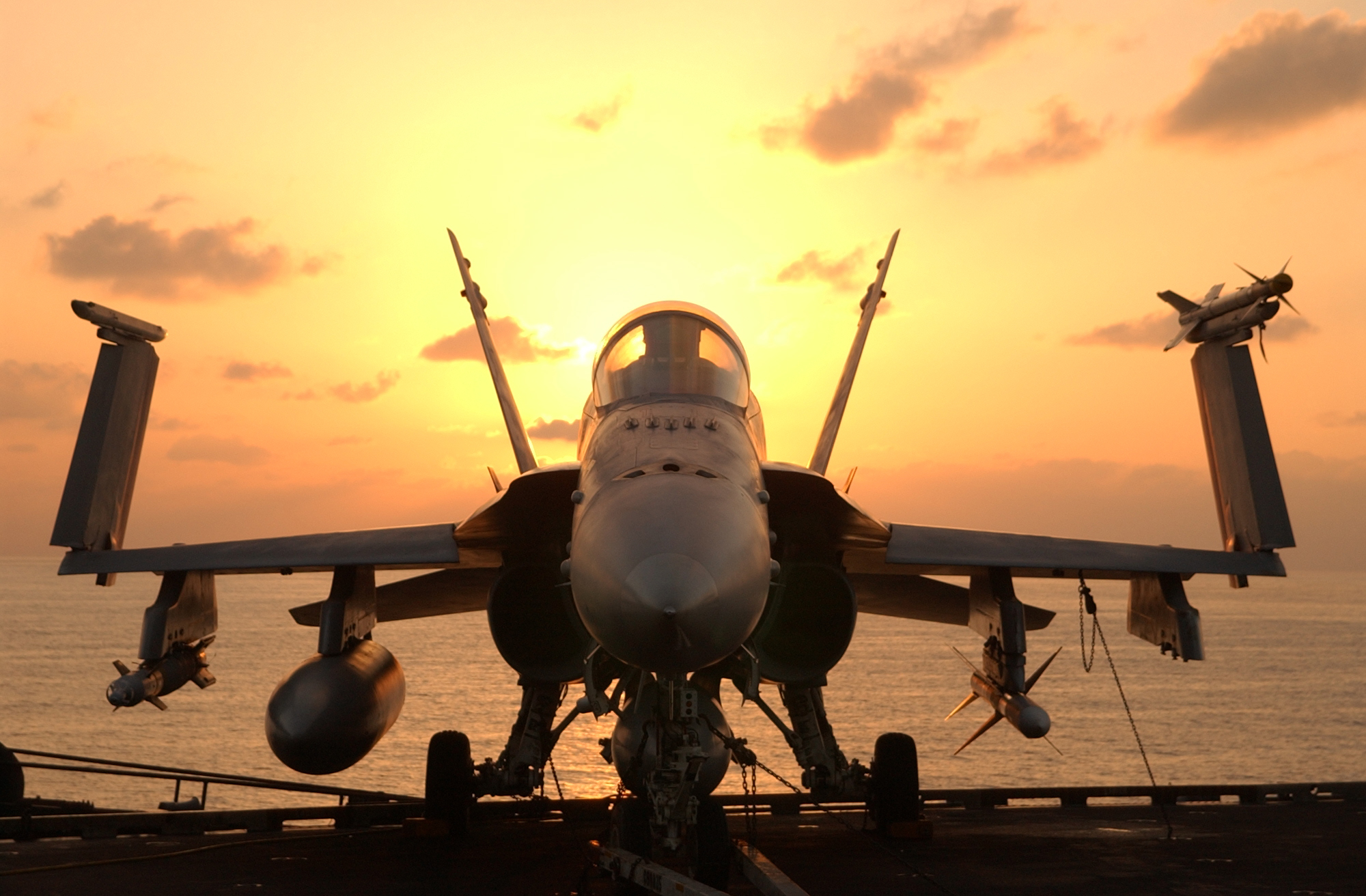
اف-۱۸ روی ناو هواپیمابر یواس‌اس جان سی. استنیس

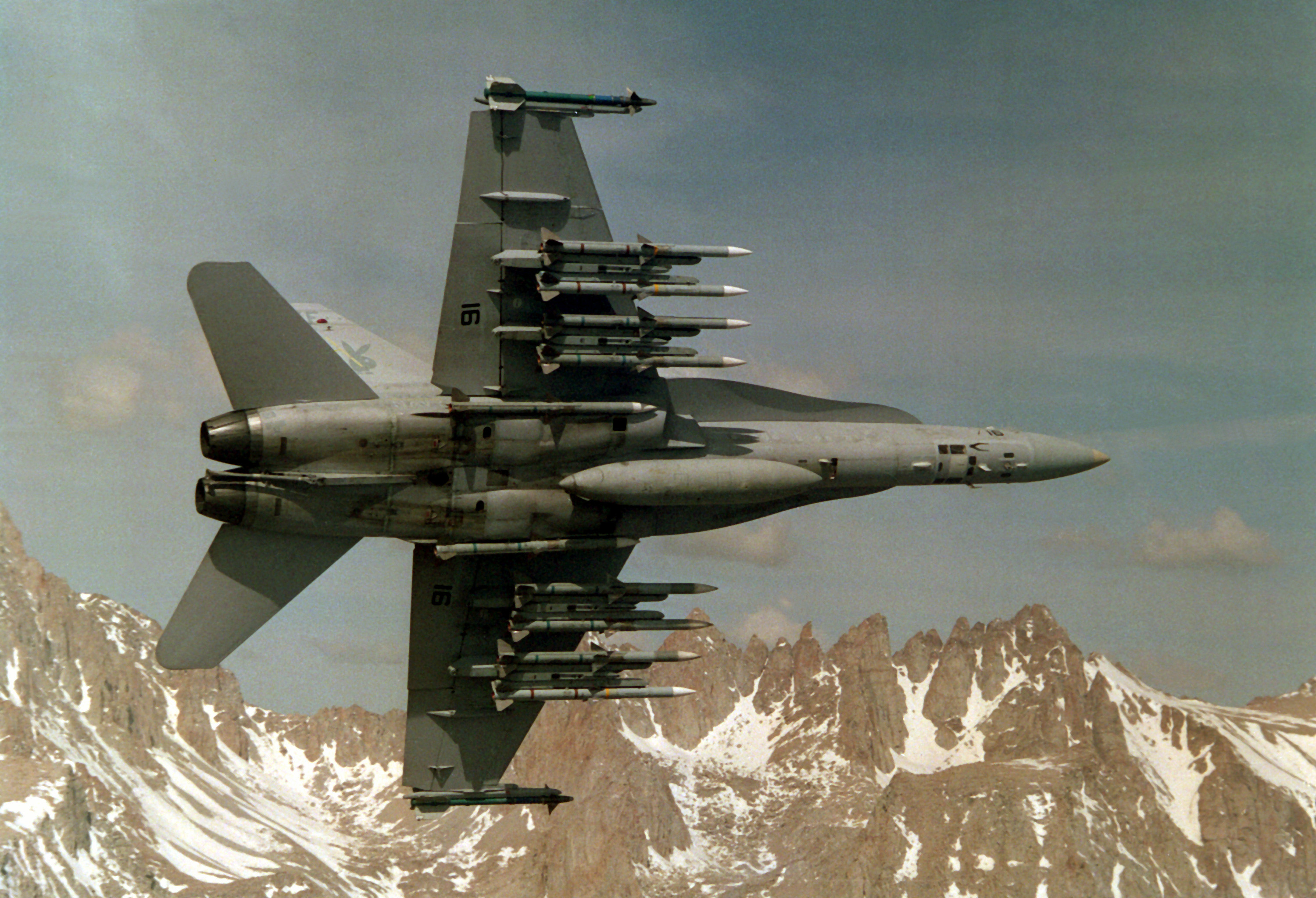
اف-۱۸ با ۱۰ موشک آمرام

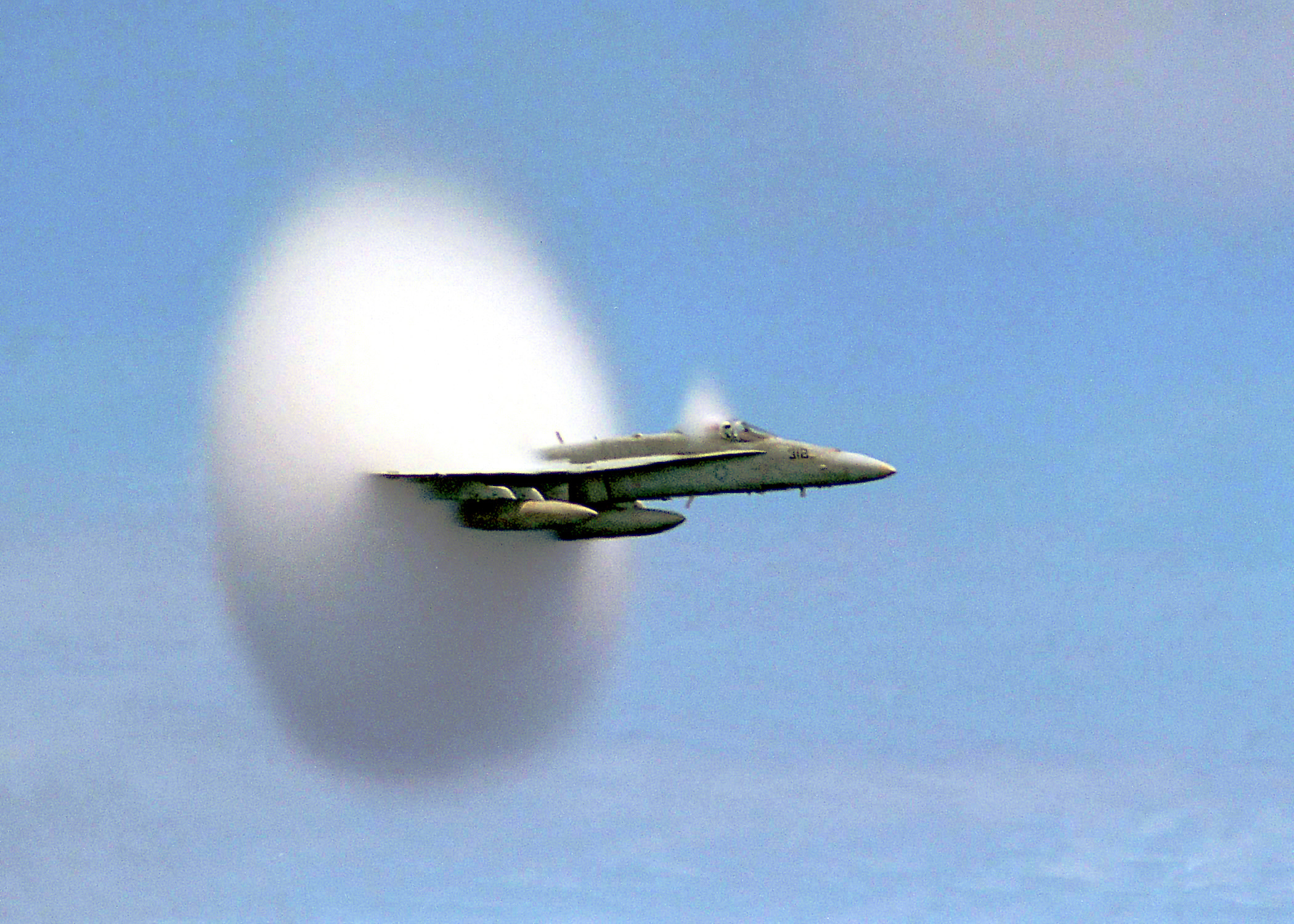
یک فروند جنگنده سی‌اف-۱۸ درحال شکستن دیوار صوتی.

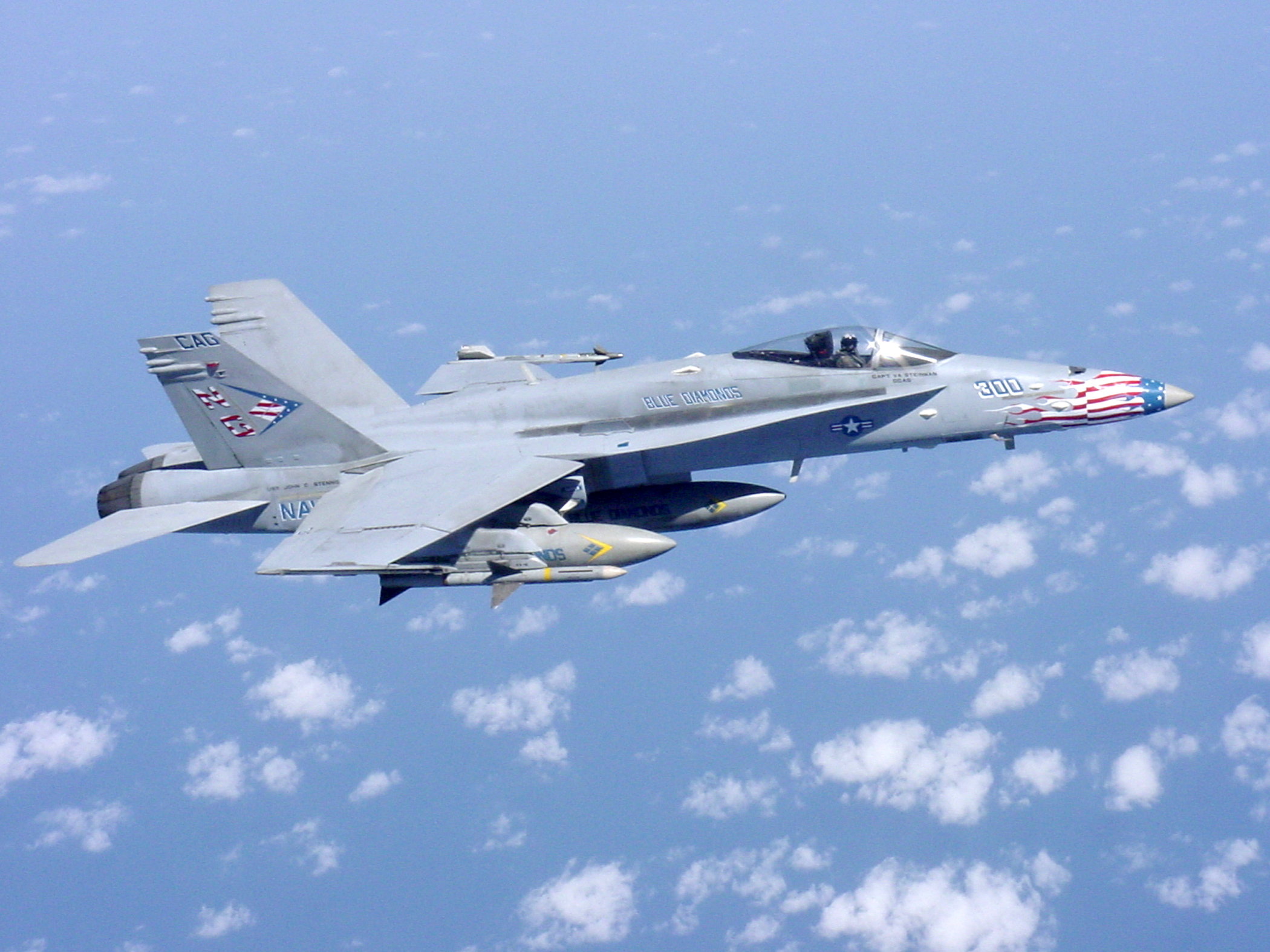
اف/ای-۱۸ متعلق به نیروی دریایی ایالات متحده درحال پرواز

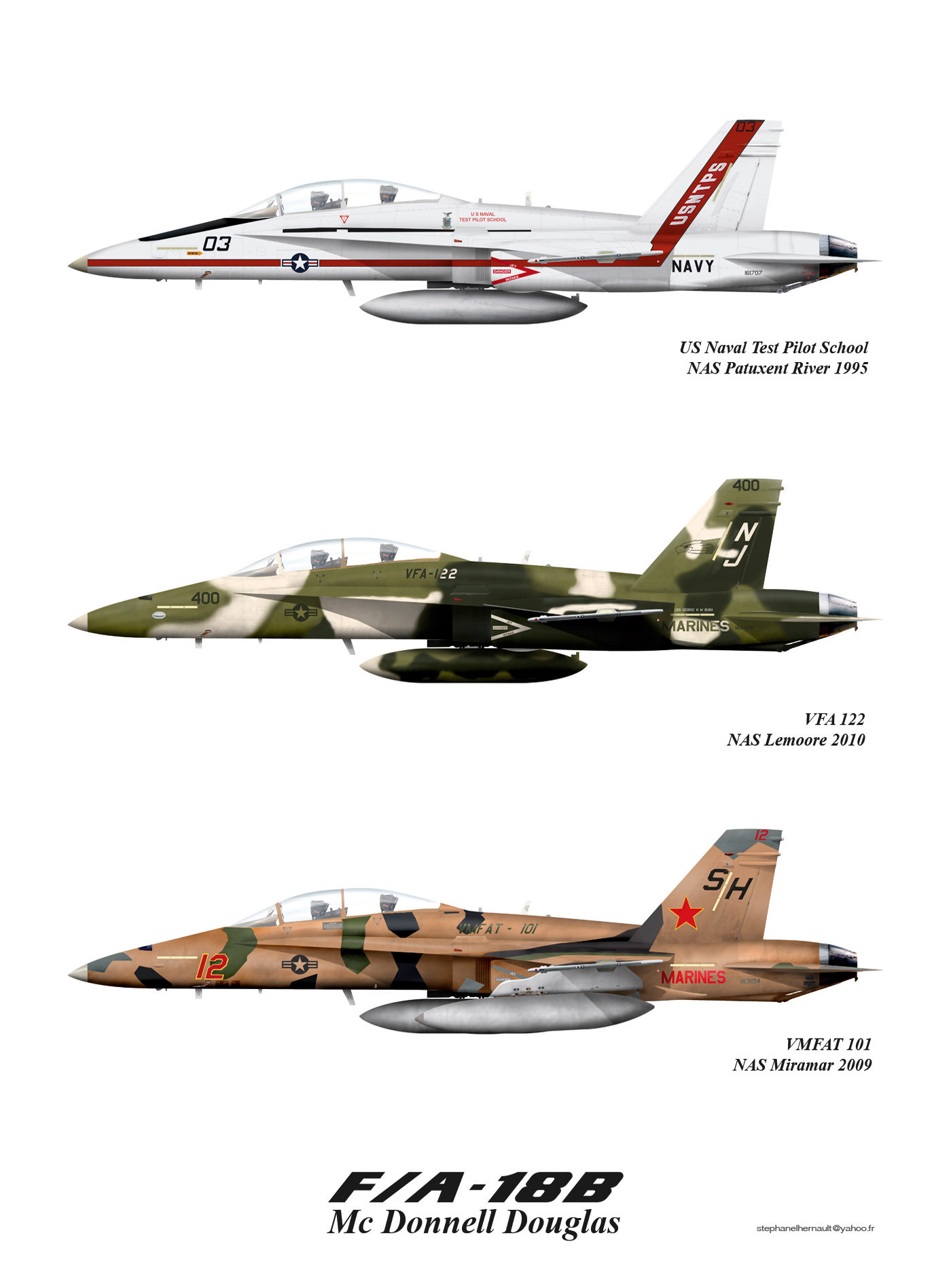
اف-۱۸ بی در رنگ‌های مختلف

- اف-۱۸دی و بی = دو نفر (یک خلبان و یک افسر تسلیحات)

قیمت۲۹ تا ۵۷ میلیون دلار (سال ۲۰۰۶) برای مدل اف/ای-۱۸ ئی
ابعاد
- طول: ۱۷٫۰۷ متر
- فاصلهٔ دو سر بالها: ۱۱٫۴۳ متر
- ارتفاع: ۴٫۶۶ متر
- مساحت بالها: ۳۷٫۱۶ متر مربع

وزن
- وزن خالی: ۱۰٫۴۵۵ کیلوگرم
- وزن عادی برای برخاستن: ۱۶٫۶۵۰ کیلوگرم (جهت مأموریت نبرد هوایی)
- ۲۲٫۳۳۰ کیلوگرم (جهت عملیات تهاجمی)
- حداکثر وزن قابل برخاست: ۲۵٫۴۰۰ کیلوگرم

حجم مخازن سوخت
- مخزن داخلی: ۴٫۹۲۵ کیلوگرم
- مخزن خارجی اضافی: ۳٫۰۵۵ کیلوگرم
- حداکثر سوخت و مهمات قابل بارگیری= ۷۰۳۰ کیلوگرم

پیشرانه
- دو موتور توربوفن ساخت جنرال الکتریک از نوع اف-۴۰۴–۴۰۰ با قابلیت پس‌سوز
- قدرت هر موتور: ۱۱ هزار پاوند نیرو (۴۹٫۸ کیلونیوتن) در حالت خشک - ۱۷۷۵۰ پاوند نیرو (۷۹٫۲ کیلونیوتن) با پس‌سوز

عملکرد
- حداکثر سرعت: ۱۹۱۵ کیلومتر بر ساعت در ارتفاع ۱۲۱۹۰ متری = ۱٫۸ ماخ
- نرخ اوج‌گیری: ۱۳۷۱۵ متر بر دقیقه
- سقف پرواز خدمتی:۱۵۲۴۰ متر

برد پروازی
- در حالت شکاری: ۱۴۸۰ کیلومتر (رفت و برگشت)
- در حالت تهاجمی: ۲۱۳۰ کیلومتر (رفت و برگشت)
- برد عبوری: ۳۳۳۵ کیلومتر (با سه مخزن سوخت خارجی)
- حد تحمل شتاب ثقل: نامعلوم (بنا بر گزارشی حدود ۷٫۵ برابر جی)

تسلیحات
- توپ مسلسل ۲۰ میلی‌متری ام۶۱ والکان با ۵۷۰ تیر فشنگ
- ۷ جایگاه حمل بار در زیر بدنه و بالها و دو جایگاه در نوک بالها

تسلیحات هوا به هوا
- موشک میان‌برد ایم-۷ اسپارو
- موشک کوتاه‌برد حرارت‌یاب ایم-۹ سایدوایندر
- موشک میان‌برد ایم-۱۲۰ آمرام
- موشک کوتاه‌برد ایم-۱۳۲ آسرام

تسلیحات هوا به سطح
- موشک ضد رادار ای‌جی‌ام-۴۵ شرایک
- ای‌جی‌ام-۶۲ وال‌آی
- ای‌جی‌ام-۶۵ ماوریک
- موشک ضد کشتی هارپون
- ای‌جی‌ام-۸۴ اسلم
- ای‌جی‌ام-۸۴ اسلم-ار
- موشک ضد رادار ای‌جی‌ام-۸۸ هارم
- ای‌جی‌ام-۱۲۳ اسکیپر
- ای‌جی‌ام-۱۵۴
- موشک کروز دوربرد توروس KEPD 350 (اسپانیا)

بمب
- جی‌بی‌یو-۱۰/۱۲/۲۴ پیووی (هدایت لیزری)
- جی‌بی‌یو-۱۵ (هدایت الکترواپتیکالی)
- مهمات تهاجم مستقیم مشترک جی‌بی‌یو-۲۹/۳۰/۳۱/۳۲/۳۵ (هدایت ماهواره‌ای)
- بمب هسته‌ای بی-۵۷ و بی-۶۱ (استحکام‌شکن)
- بمب‌های چندمنظوره ام‌کی-۸۲، ام‌کی-۸۳ و ام‌کی-۸۴
- ام‌کی ۲۰ راک‌آی
- بی‌ال‌یو-۱۰۷ بیوراندال
- بمب خوشه‌ای سی‌بی‌یو-۵۹

جنگ‌افزارهای دیگر
- غلاف‌های اغتشاش‌گر الکترونیکی
- غلاف‌های راکت‌انداز (راکت‌های هوابه‌سطح ۷۰ میلی‌متری هیدرا ۷۰ و ۱۲۷ م‌م زونی)

## کشورهای دارای اف-۱۸

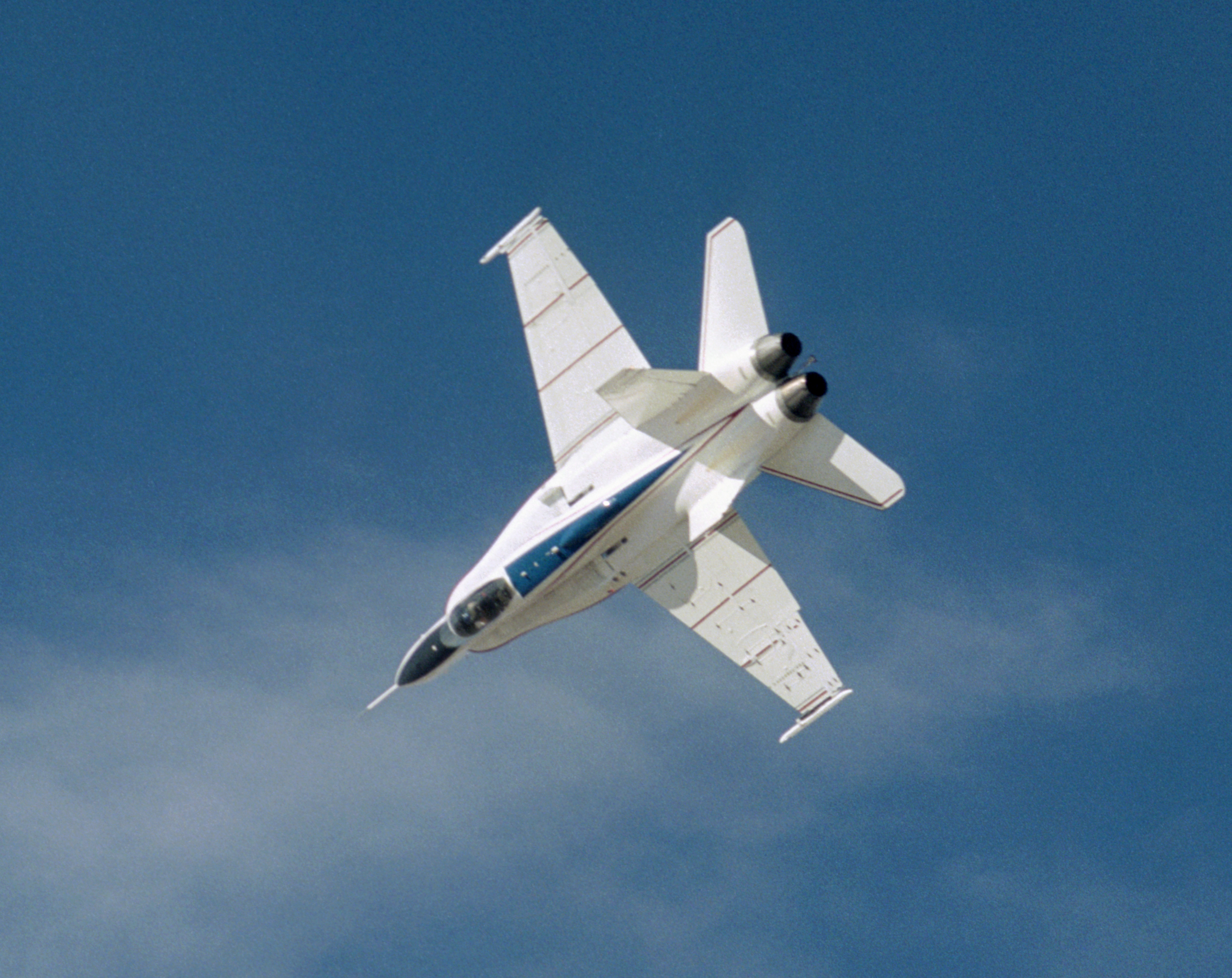
ایکس-۵۳ اف-۱۸ متعلق به ناسا

F/A-۱۸ در مدل‌های A, B، C و D سال‌ها برای نیروی دریایی آمریکا و هشت کشور خارجی خدمت کرد. این کشورها عبارتند از: استرالیا، کانادا، فنلاند، کویت، مالزی، اسپانیا، سوئیس و تایلند.
اگرچه چشم‌اندازی برای تولید آتی مدل‌های C و D دیده نمی‌شود، ولی این جنگنده‌ها سال‌ها به منظور پرکردن خلاء جنگنده‌های ناونشین در نیروی دریایی ایالات متحده تا ورود به خدمت جنگنده‌های بزرگتر، دورپروازتر و باقابلیت‌تر مدل‌های E و F در خدمت باقی خواهند ماند.
سایر دارندگان اف-۱۸ به شرح زیر می‌باشد:
 استرالیا
- نیروی هوایی سلطنتی استرالیا؛ در دهه ۱۹۸۰ به عنوان جایگزین میراژ ۳ خریداری شده و قرار است با اف-۳۵ جایگزین شوند.

 کانادا
- نیروهای مسلح کانادا در دهه ۱۹۸۰ به عنوان جایگزین اف-۱۰۴ و اف-۵ خریداری شده و قرار است با اف-۳۵ جایگزین شوند.

 فنلاند
- نیروی هوایی فنلاند: جایگزین جنگنده‌های سوئدی ساب ۳۵ شدند.

 کویت
- نیروی هوایی کویت: ۳۹ جنگنده از سال ۱۹۹۲ به بعد خریداری شده و جایگزین میراژهای اف-۱ و ای-۴ داگلاس‌ها شدند.[۱۲]

 مالزی
- نیروی هوایی سلطنتی مالزی

 اسپانیا
- نیروی هوایی اسپانیا

 سوئیس
- نیروی هوایی سوئیس

 ایالات متحده آمریکا
- تفنگداران دریایی ایالات متحده آمریکا

## انواع تولید شده
YF-17 Cobra

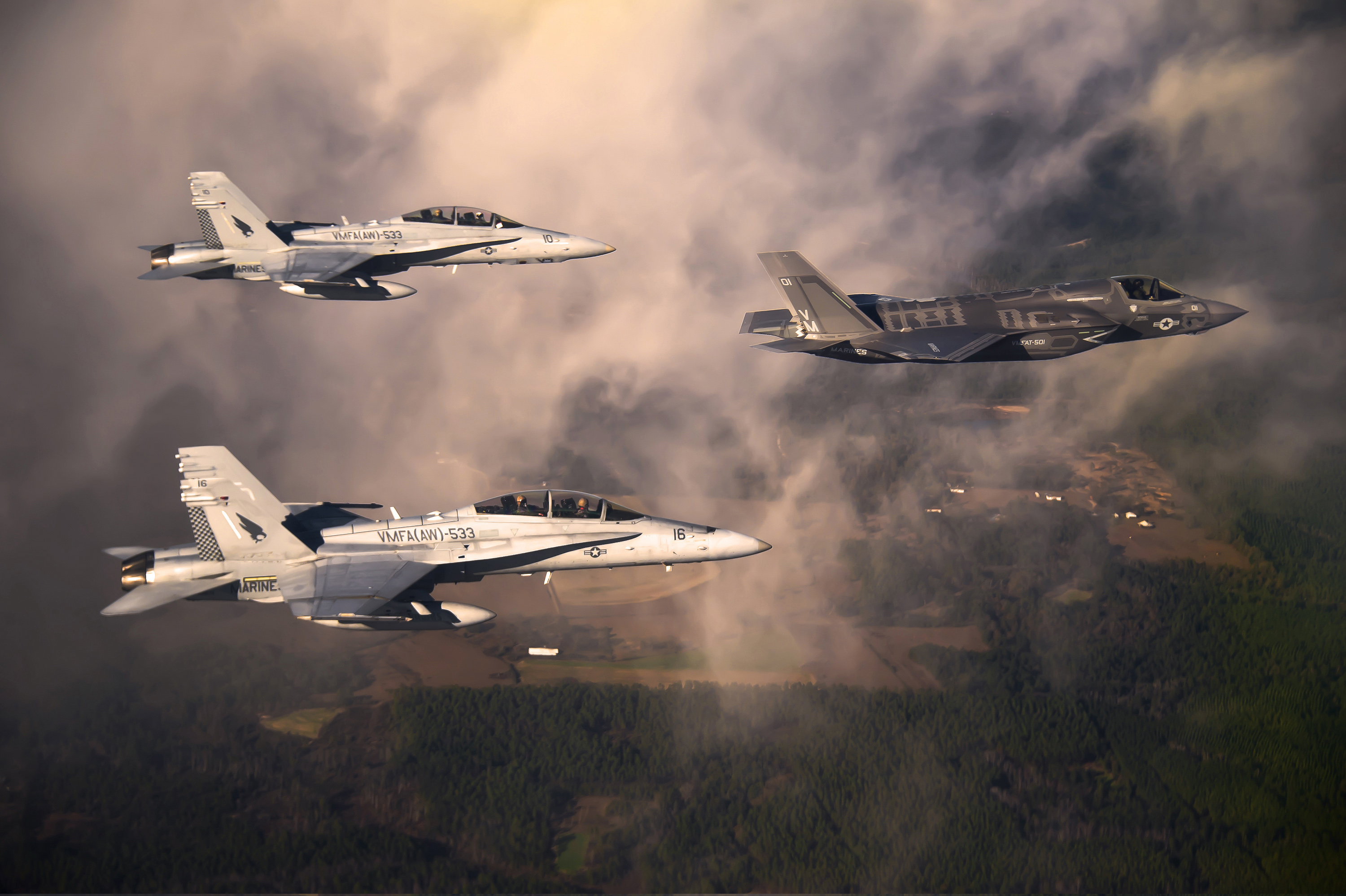
یک اف-۳۵ با اسکورت دو فروند اف-۱۸

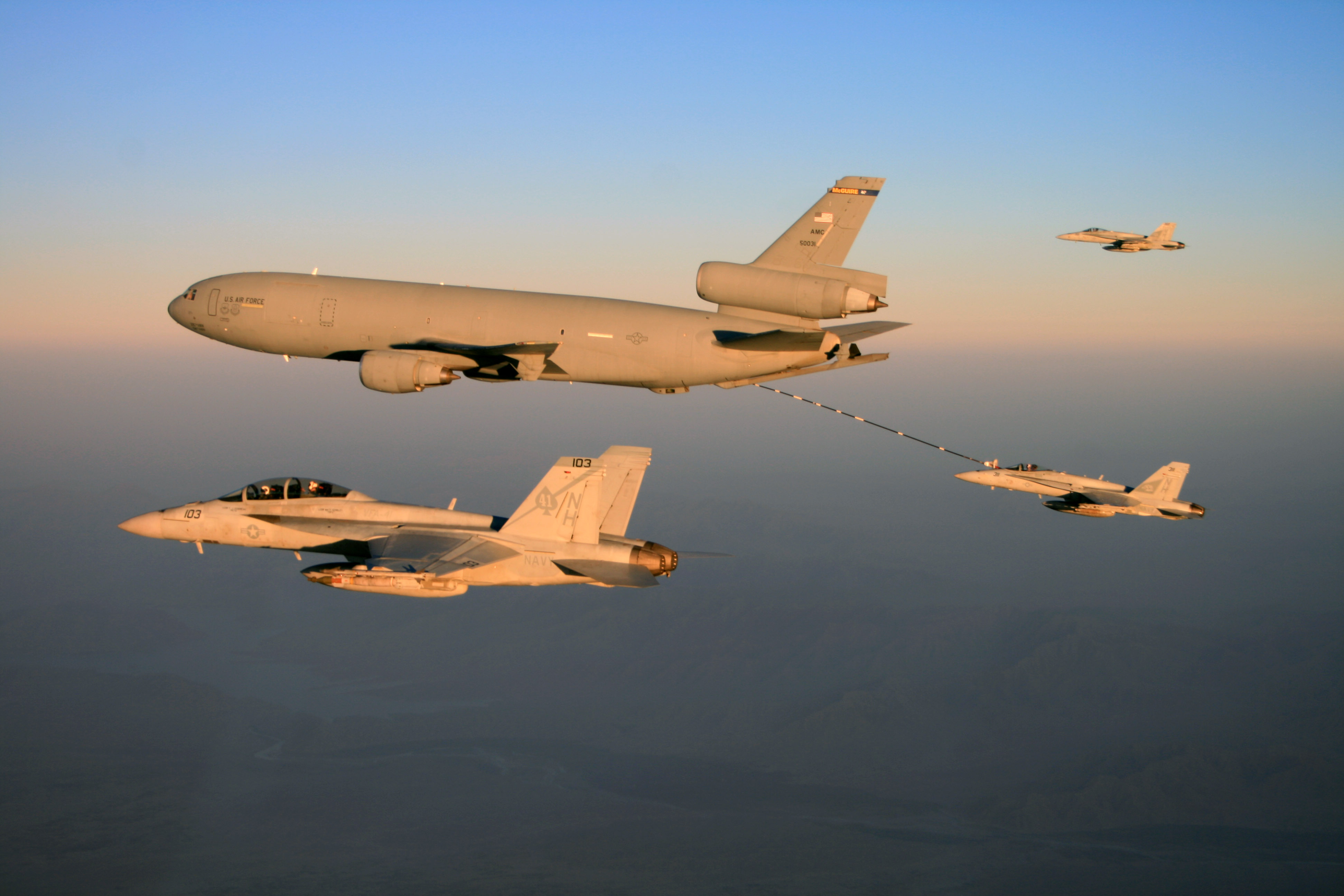
سوخت‌گیری اف-۱۸ از یک هواپیمای کاسی-۱۰

جنگندهٔ تولید شده در طرح مناقصهٔ ساخت «جنگندهٔ سبک» برای نیروی هوایی ایالات متحده؛ اگرچه هیچگاه انتخاب نشد ولی نیروی دریایی از طرح آن برای تولید F/A-18 Hornet استفاده کرد.
F/A-18A
اولین مدل تولید شده به تعداد ۳۷۱ فروند.
AF-18A
نوع یک‌نفره‌ای که توسط نیروی هوایی کانادا خریداری شد. این مدل بر اساس F-18A ساخته شد ولی اکنون همگی به سطح مدل F-18C ارتقاء یافته‌اند و قرار است تا سال ۲۰۱۱ در خدمت باقی بمانند. تعداد تولید شده: ۵۷ فروند
ATF-18A
نوع دو نفرهٔ آموزشی جهت نیروی هوایی استرالیا که بسیار شبیه به مدل F-18B می‌باشد. تعداد تولید شده: ۱۸ فروند
CF-18A / CF-188A
نوع یک‌نفره‌ای که توسط نیروی هوایی کانادا خریداری شد و بر اساس F-18A ساخته شده است با این تفاوت که دارای سیستم شناسایی اهداف در شب می‌باشد که در مدل A وجود ندارد. همچنین دارای سیستم ILS (سیستم فرود ایمن) و توانایی حمل غلاف‌های راکت‌انداز LAU-۵۰۰۳ می‌باشد. کانادا قصد دارد این جنگنده‌ها را تا سال ۲۰۱۷ عملیاتی نگه دارد. تعداد تولید شده: ۹۸ فروند
EF-18A / C-۱۵
نوع یک‌نفره‌ای که توسط نیروی هوایی اسپانیا خریداری شد و بر اساس F-18A ساخته شده است، اما همگی تا سطح استاندارد نزدیک به مدل F-18C ارتقاء یافته‌اند. تعداد تولید شده: ۶۰ فروند
RF-18A
نوع شناسایی که به تعداد بسیار اندک ساخته شده است و برای امور تحقیقاتی در اختیار نیروی دریایی و سازمان ناسا قرار دارد.
F/A-18B / TF/A-18A
نوع دو سرنشینهٔ آموزشی، تولید شده به تعداد ۴۰ فروند
CF-18B / CF-188B
نوع دو سرنشینهٔ آموزشی برای کانادا، تولید شده به تعداد ۴۰ فروند
EF-18B / CE-۱۵
نوع دو سرنشینهٔ آموزشی برای اسپانیا، تولید شده به تعداد ۱۲ فروند
F/A-18C
نوع ارتقاء یافتهٔ مدل تک سرنشینه که قابلیت پرتاب موشک هوا به هوای AIM-۱۲۰ (آمرام) و موشک هوا به زمین AGM-۶۵ (ماوریک) به آن افزوده شده است. همچنین سیستم‌های الکترونیک آن ارتقاء یافته، نوع جدیدی از صندلی پرتاب شونده بر رویش نصب شده و باریکه‌های کوچکی به لبه‌های حملهٔ بالها جهت کاهش اثرات نوسانات پروازی و افزایش میزان زاویهٔ حمله، بدان افزوده شده است. تعداد تولید شده: ۳۵۵ فروند
KF-18C
نوع تک سرنشینه‌ای که به کویت فروخته شده و براساس F-18C ساخته شده است. تعداد تولید شده: ۳۲ فروند
KAF-18D
نوع دوسرنشینهٔ آموزشی مخصوص کویت. تولید شده به تعداد ۸ فروند
F/A-18D
نوع دو سرنشینه مخصوص عملیات در شب، جهت سپاه تفنگداران نیروی دریایی ایالات متحده، شامل سیستم‌های الکترونیکی ارتقاء یافتهٔ مشابه مدل C.
F/A-18E/F
مهم‌ترین مدل ارتقاء یافته از جنگندهٔ F-۱۸ موسوم به «سوپر هورنت» با بدنه‌ای کشیده‌تر و بال‌های بزرگتر.
Hornet ۲۰۰۰
مدل جدیدی که توسط شرکت مک‌دانل داگلاس پیشنهاد داده شده است با بال و دم بزرگتر، بدنهٔ کشیده‌تر، موتورهای جدیدتر، کابین دیجیتالی بسیار پیشرفته‌تر، که احتمالاً جایگزین مدل‌های E و F خواهد شد.

## سابقهٔ عملیات‌های انجام شده
- لیبی – عملیات ال دورادو کانیون – اجرا شده توسط نیروی دریایی ایالات متحده – به سال ۱۹۸۶ (Operation El Dorado Canyon)
- عراق – عملیات طوفان صحرا – اجرا شده توسط کانادا، نیروی دریایی و سپاه تفنگداران نیروی دریایی ایالات متحده به سال ۱۹۹۱ (Operation Desert Storm)
- عراق – سلسله عملیات مراقبت هوایی در منطقهٔ جنوبی پرواز ممنوع بین سال‌های ۱۹۹۱ تا ۲۰۰۳ – اجرا شده توسط نیروی دریایی و سپاه تفنگداران نیروی دریایی ایالات متحده (Operation Southern Watch)
- بوسنی و هرزگوین – اجرا شده توسط اسپانیا، کانادا، نیروی دریایی و سپاه تفنگداران نیروی دریایی ایالات متحده به سال ۱۹۹۵ (Operation Deliberate Force)

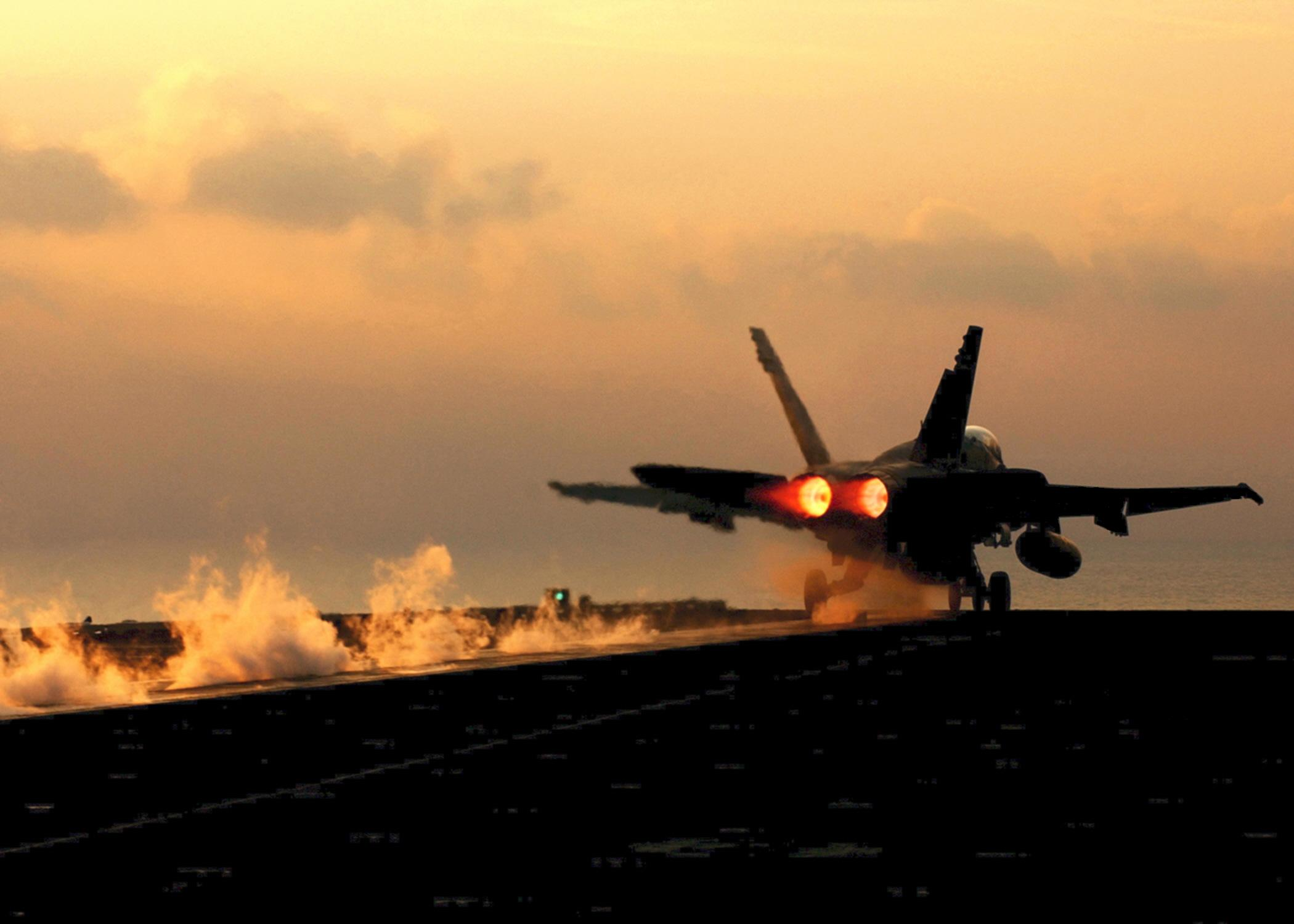
جنگنده اف۱۸ در حال تیک‌آف روی عرشه ناو یواس‌اس هری اس. ترومن

- عراق – عملیات روباه صحرا – اجرا شده توسط نیروی دریایی ایالات متحده به سال ۱۹۹۸ (Operation Desert Fox)
- کوزوو – عملیات نیروهای متفقین – اجرا شده توسط اسپانیا، کانادا و نیروی دریایی ایالات متحده به سال ۱۹۹۹ (Operation Allied Force)
- افغانستان – عملیات آزادسازی افغانستان - اجرا شده توسط نیروی دریایی و سپاه تفنگداران نیروی دریایی ایالات متحده به سال ۲۰۰۱ تاکنون (Operation Enduring Freedom)
- عراق – عملیات آزادسازی عراق - اجرا شده توسط استرالیا، نیروی دریایی و سپاه تفنگداران نیروی دریایی ایالات متحده به سال ۲۰۰۳ تاکنون (Operation Iraqi Freedom)

- یمن – عملیات بمباران مراکز حوثی‌ها که به منهدم شدن یکی از جنگنده‌ها منجر شد

## هواپیماهای قابل مقایسه از نظر توسعه و فناوری و اندازه
- نورثروپ وای‌اف-۱۷
- مک‌دانل داگلاس سی‌اف-۱۸ هورنت
- بوئینگ اف/ای-۱۸ سوپر هورنت
- بوئینگ ئی‌ای-۱۸جی گرولر
- بوئینگ ایکس-۵۳
- داسو رافال
- یوروفایتر تایفون
- جنرال داینامیکس اف-۱۶ فایتینگ فالکن
- چنگدو جی-۱۰
- میکویان میگ-۲۹کی[۱۳][۱۴][۱۵]